# Ramon García-Bragado i Acín
Ramon García-Bragado i Acín (Osca, 13 d'agost de 1957) és un gestor públic i polític català que va ocupar diversos càrrecs de responsabilitat com a gestor públic dins l'Ajuntament de Barcelona i la Generalitat de Catalunya. Va ser regidor i tinent d'alcalde de l'Ajuntament de Barcelona pel PSC com a independent en el mandat 2007-2011. Va haver de deixar la política activa quan va ser acusat en el Cas Hotel del Palau del qual va ser absolt el 2014.
D'ençà la seva retirada de la política exerceix com advocat urbanista especialista en la planificació i gestió d'infraestructures energètiques, de telecomunicacions, de transports i medioambientals.
És fill de la pintora Katia Acín Monrás i net del pintor i humanista Ramón Acín Aquilué.

## Biografia
Nascut a Osca, és el més petit de cinc fills de Federico García Bragado, advocat i secretari municipal, i de Katia Acín Monrás, coneguda per la seva etapa d'artista plàstica que va treballar el gravat, la pintura i l'escultura un cop es va jubilar, l'any 1988.
Es va traslladar a Barcelona a estudiar i es va llicenciar en dret per la Universitat de Barcelona l'any 1986 i ha desenvolupat la major part de la seva activitat professional dins l'administració pública. Va començar com a secretari d'ajuntament i lletrat consistorial de l'Ajuntament de Barcelona.
Va ser secretari tècnic de d'Institut Municipal de Promoció Urbanística S.A. (1988-1994), organisme responsable del disseny i construcció de les infraestructures de la ciutat vinculades al desenvolupament dels Jocs Olímpics d'Estiu de 1992, en concret, les Rondes i àrees Olímpiques.
Posteriorment va passar a ocupar càrrecs de responsabilitat gerencial dins l'àmbit municipal de Barcelona com a subdirector de Barcelona Regional, Agència Metropolitana de Desenvolupament Urbanístic i Infraestructures S.A. (1994-1998). Posteriorment va ser director general del Consorci LOCALRET (1998-1999), un consorci de 800 municipis per a potenciar el desenvolupament de les TICs a l'administració local catalana. Des d'aquesta posició va ser codirector del Pla Estratègic per al desenvolupament de la societat de la informació "Catalunya en Xarxa".
Entre els anys 1996 i 2007 va complementar les seves activitats amb la docència del dret com a professor associat de dret administratiu a la Universitat Pompeu Fabra de Barcelona.
Des de 1999 i fins a desembre de 2003 va ocupar el càrrec de gerent d'Urbanisme de l'Ajuntament de Barcelona. En aquest període lidera el desenvolupament del Districte 22@, l'obertura de l'avinguda Diagonal fins al mar, la transformació de la zona Fòrum i la planificació urbanística de la zona de l'Estació d'Alta Velocitat de Sant Andreu – La Sagrera.
Va deixar la gerència d'Urbanisme quan el 2004 va ser nomenat secretari general de la Presidència de la Generalitat de Catalunya durant el govern Maragall, un càrrec que va ocupar fins a l'entrada del govern Montilla l'any 2006, quan va ser nomenat secretari del govern de la Generalitat de Catalunya.
A la seva etapa a la Generalitat de Catalunya va ser l'interlocutor en nom del govern en temes polèmics com el traçat de la MAT amb França, en el litigi per les obres del museu Diocesà de Lleida, i també la negociació amb els veïns afectats per l'esfondrament del Carmel.
A les eleccions municipals de 2007 es va incorporar com a independent dins la llista per Barcelona del Partit dels Socialistes de Catalunya encapçalada per Jordi Hereu.
Com a polític electe, García-Bragado va ser quart tinent d'alcalde i regidor de l'àrea d'Urbanisme, Infraestructures, Habitatge i Règim Interior de l'Ajuntament de Barcelona entre 2007 i 2011.
Al començament del mandat (2007-2008) el ministeri de Foment va licitar la construcció del túnel de l'AVE pel centre de la ciutat. Tot i no tractar-se d'una obra de competència municipal, Garcia-Bragado va haver d'assumir les tasques de negociació amb ADIF en l'aplicació de mesures que asseguressin que no hi havia problemes amb els habitatges del recorregut. Va prendre part en la negociació amb la plataforma veïnal "AVE pel litoral" i amb el Patronat de la Sagrada Família. Un dels efectes secundaris de les obres de l'AVE van ser les adaptacions de l'estació de Sants que va provocar un període de continus talls de serveis i endarreriments a les línies de rodalia, on la pressió de l'Ajuntament va forçar ADIF a una operació de xoc per solucionar els problemes.
El 2008 l'àrea de tecnologia municipal sota la seva responsabilitat, va realitzar el desplegament de 500 punt de wifi gratuïts en instal·lacions públiques i parcs, un servei que va ser model per a molts municipis que actualment ho tenen. El mateix any, Barcelona va ser escollida per primer cop la «Capital Mundial del Mòbil» per la GSMA.

## Cas de l'hotel del Palau
García-Bragado, juntament amb el gerent d'Urbanisme Ramon Massaguer i Melendez i l'arquitecte Carlos Díaz, va ser imputat el juny de 2010 dins de la investigació del cas Hotel del Palau. Com a conseqüència de la imputació, el setembre de 2010 García-Bragado va decidir dimitir de les responsabilitats sobre urbanisme del consistori barceloní, si bé va mantenir-se com a 4t tinent d'alcalde i responsable de la resta d'àrees.
El juny del 2012, el fiscal que portava el cas va sol·licitar 4 any i set mesos de presó per a García-Bragado, uns càrrecs dels quals va ser absolt el maig de 2014 en "no considerar-lo autor dels delictes que se li imputaven".
El 9 de juny de 2016, després que la sentència fos recorreguda al Tribunal Suprem, aquest va ratificar l'absolució dels càrrecs públics imputats.
Tot i ser un cas derivat i de menys importància que el Cas de l'espoli del Palau de la Música, del qual s'havia segregat, va tenir un gran impacte mediàtic en ser el primer cas que s'asseien com a inculpats Millet i Montull, junt amb càrrecs públics. Aquest fet va perjudicar políticament Garcia-Bragado, tot i quedar finalment exculpat. Posteriorment a la sentència, alguns professionals propers a Garcia-Bragado varen reivindicar, sense èxit, un pronunciament públic del govern d'Ada Colau en el qual l'advocat de l'acusació particular, Jaume Asens, era tinent d'alcalde.